# Aspurge
Aspurge (grec antic: Τιβέριος Ἰούλιος Ἀσποῦργoς Φιλορώμαιος, llatí: Tiberius Iulius Aspurguss Philormanus) de nom complet Tiberi Juli Aspurge Filoromà, va ser rei del Bòsfor des d'abans de l'any 10 fins potser l'any 37.
Era fill d'Asandre del Bòsfor i va rebre la corona de mans d'August mentre Polemó I i Polemó II governaven una part del regne amb seu a Trapezunt. Descuidat per Roma va buscar nou aliats a Tràcia i es va casar amb Gepepiris, filla del rei odrisi Cotis III (12-19).
L'any 14 l'emperador Tiberi el va reconèixer com a rei, i va signar amb ell un tractat (seguit d'un segon tractat poc temps després) pel qual els reis del Bòsfor serien clients de l'Imperi.
Va morir l'any 37 o el 38 i el seu fill Mitridates II va ser proclamat rei. Un altre fill seu, Cotis I del Bòsfor, va ser rei posteriorment.